# ميرفي جيه. فوستر
ميرفي جيه. فوستر (بالإنجليزية: Murphy J. Foster )‏ (و. 1849 – 1921 م) هو سياسي، ورائد أعمال، ومحامي، وشخصية أعمال أمريكي، ولد في فرانكلين، كان عضوًا في الحزب الديمقراطي الأمريكي، توفي في فرانكلين، عن عمر يناهز 72 عاماً.

## مناصب
تولى منصب عضو مجلس الشيوخ الأمريكي (4 مارس 1901–4 مارس 1913)
- حاكم لويزيانا  [لغات أخرى]‏ (10 مايو 1892–8 مايو 1900)
- عضو مجلس ولاية لويزيانا.

## التعليم
تعلم في Tulane University Law School ‏.
| المناصب السياسية         | المناصب السياسية                                   | المناصب السياسية          |
| ------------------------ | -------------------------------------------------- | ------------------------- |
| سبقه Donelson Caffery    | عضو مجلس الشيوخ الأمريكي 4 مارس 1901 - 4 مارس 1913 | تبعه Joseph E. Ransdell   |
| سبقه Francis T. Nicholls | حاكم لويزيانا (31) 10 مايو 1892 - 8 مايو 1900      | تبعه William Wright Heard |